# Petr Šmíd
Petr Šmíd (* 23. ledna 1964 Varnsdorf) je český politik a učitel, v letech 2016 až 2020 zastupitel a náměstek hejtmana Ústeckého kraje, v letech 2002 až 2006 a opět pak 2008 až 2014 zastupitel města Varnsdorfu, bývalý člen ČSSD a SPOZ / SPO (v letech 2017 až 2020 též místopředseda strany). Od roku 2020 je členem hnutí Trikolóra.

## Život
Vyučil se v oboru lodní mechanik a pracoval jako lodní strojník, krátce byl i vedoucím výroby v podniku EM ARKO. V roce 1995 nastoupil jako učitel do Základní školy Bratislavská ve Varnsdorfu. Při zaměstnání vystudoval obor management a školský management na Univerzitě Jana Evangelisty Purkyně v Ústí nad Labem, kde v roce 2000 získal titul Mgr. Následně se na ZŠ Bratislavská stal zástupcem ředitelky pro záležitosti pedagogické, od roku 2011 je ve škole ředitelem (ke konci roku 2016 uvolněn pro výkon veřejné funkce).
Petr Šmíd žije ve městě Varnsdorf na Děčínsku, má dvě dcery. Angažuje se v charitativní a sociální oblasti, kde spolupracuje s nevládními organizacemi a humanitárními občanskými sdruženími. Je předsedou občanského sdružení "Červený kostel ve Varnsdorfu", které bojuje o záchranu této historické památky.

## Politické působení
Do politiky vstoupil, když byl v komunálních volbách v roce 2002 zvolen jako nestraník za ČSSD zastupitelem města Varnsdorf. Mandát se pokoušel obhájil opět jako nestraník za ČSSD ve volbách v roce 2006, ale neuspěl (skončil jako první náhradník). V listopadu 2008 však jeden ze sociálnědemokratických zastupitelů zemřel a on se tak opět stal zastupitelem města. Tou dobou byl již členem ČSSD. V lednu 2009 byl zvolen 1. místostarostou města. V komunálních volbách v roce 2010 post zastupitele obhájil, ve funkci místostarosty však skončil a dále pokračoval jako předseda finančního výboru.
Později z ČSSD vystoupil a stal se členem SPOZ, za stranu neúspěšně kandidoval v krajských volbách v roce 2012 v Ústeckém kraji. Neuspěl ani ve volbách do Poslanecké sněmovny PČR v roce 2013 (kandidoval v Ústeckém kraji), ani ve volbách do Senátu PČR v roce 2014 (kandidoval v obvodu č. 33 – Děčín; se ziskem 2,23 % hlasů však skončil na předposledním 9. místě). Navíc neobhájil ani mandát zastupitele města Varnsdorf, když v komunálních volbách v roce 2014 vedl tamní kandidátku SPO.
V krajských volbách v roce 2016 byl zvolen zastupitelem Ústeckého kraje, když jako člen SPO vedl kandidátku subjektu "Koalice Svoboda a přímá demokracie - Tomio Okamura (SPD) a Strana Práv Občanů". V listopadu 2016 se navíc stal náměstkem hejtmana pro školství, mládež a sport. V únoru 2017 byl pak na sjezdu SPO zvolen místopředsedou strany. Na mimořádném sjezdu v březnu 2018 se pak dokonce stal 1. místopředsedou.
Ve volbách do Poslanecké sněmovny PČR v roce 2017 byl lídrem Strany Práv Občanů v Ústeckém kraji, ale neuspěl.
V březnu 2020 skončil ve funkci místopředsedy SPOZ a stranu opustil. Vstoupil do hnutí Trikolóra, za něž v krajských volbách v roce 2020 obhajoval mandát krajského zastupitele, ale neuspěl. Hnutí se totiž do zastupitelstva vůbec nedostalo. Skončil tak i v pozici náměstka hejtmana.